# Claudine Bertrand
Claudine Bertrand (n. 4 iulie 1948 în Montréal, Canada) este o poetă și eseistă din Canada.
Este licențiată a Facultății de Litere de la Universitatea din Montréal-Quebec. În 1981, a fondat revista de cultură, Arcade (care a apărut din 1981 până în 2005). În anul 2006, fondează, și tot din același an conduce, Mouvances („Dependențe“ / „Orbite“), web-revista de artă / literatură, «ce ia formă Cyber-Terestră pentru a face să nuntească Primăvara Poeților»; e o revistă virtuală cu un foarte interesant articol-program, de unde spicuim: 
sacra «misiune de a rezista fenomenului de anemiere a literaturii, de a produce o breșă în câmpia ruginită a imaginarului»; 
«în fața cvasi-absenței scriitorilor în mass-media și reculului literaturii în profitul unei culturi de divertisment adesea redusă la telerealitatea banalizantă, să afirme / impună o utilă expresie modernă, electronică, universală, pentru a reda scriitorilor locul le li se cuvine; 
Mouvances („Dependențe“) definește un spațiu pe Internet spre a asigura o prezență continuă și suverană ecriturii creatoare; 
Mouvances („Dependențe“): o arie de intervenție pentru rezistența la utilitaristul discurs și, astfel, să se opună poncifelor / șabloanelor, gestionarilor oportuniști ai culturii prea adesea întoarsă la coeficientu-i cel mai elementar, al rentabilității; 
Mouvances („Dependențe“) – pentru a rezista dictatelor propagandiștilor unei culturi alimentare și nivelatoare...» (www. Mouvances. ca, nr. 1 – 2 / 2006).

## Opera poetică
Din 1981 încoace, în spațiul spiritual francofon, cea mai importantă / puternică și autentică voce lirică, este a poetei Claudine Bertrand, creatoarea unei opere poetice impresionante, a cărei corolă se alcătuiește din volumele: Idol rătăcitor (1983), Ultima femeie (1991), O mână contra delirului (1995), Căutătoarea de imagini (1995), Liturghia trupului (1998), Căderea zilei (1999), Bărbat de liniște (2000), Temnița (2001), Ce nu pot grăi cuvintele (2001), Poeme în floare (2001), Grădina vertijurilor (2002), La cerul deschis (2002), Căderea vocalelor (2005), Pietre sălbatice (2005) etc.

## Premii / medalii
Claudine Bertrand este finalistă a Marelui Premiu al Festivalului Internațional de Poezie (pentru volumul de versuri, O mână împotriva delirului, în 1996);  
tot în 1996, cu ocazia celei de-a 15-a aniversări a revistei Arcade, este finalistă a Marelui Premiu al Consiliului Artelor Comunității Orășenești a Montrealului; 
în 1997, este deținătoarea Premiului Femme de Mérite (secțiunea Artă și cultură) și i se decernează – de către Renaissance Française – Medalia de Aur pentru merite culturale; tot în acest an mai primește și Premiul Uniunii Scriitorilor din Canada (secțiunea Poezie, pentru volumele de versuri Amantă de interior și Sfântul munte);
în 2001, i se acordă Premiul „Tristan Tzara“ pentru volumul de poeme, Corpul din țeastă;  
în anul 2002, obține Premiul Internațional Saint-Denys-Garneau. Etc.